# Карманов Афанасій Георгійович

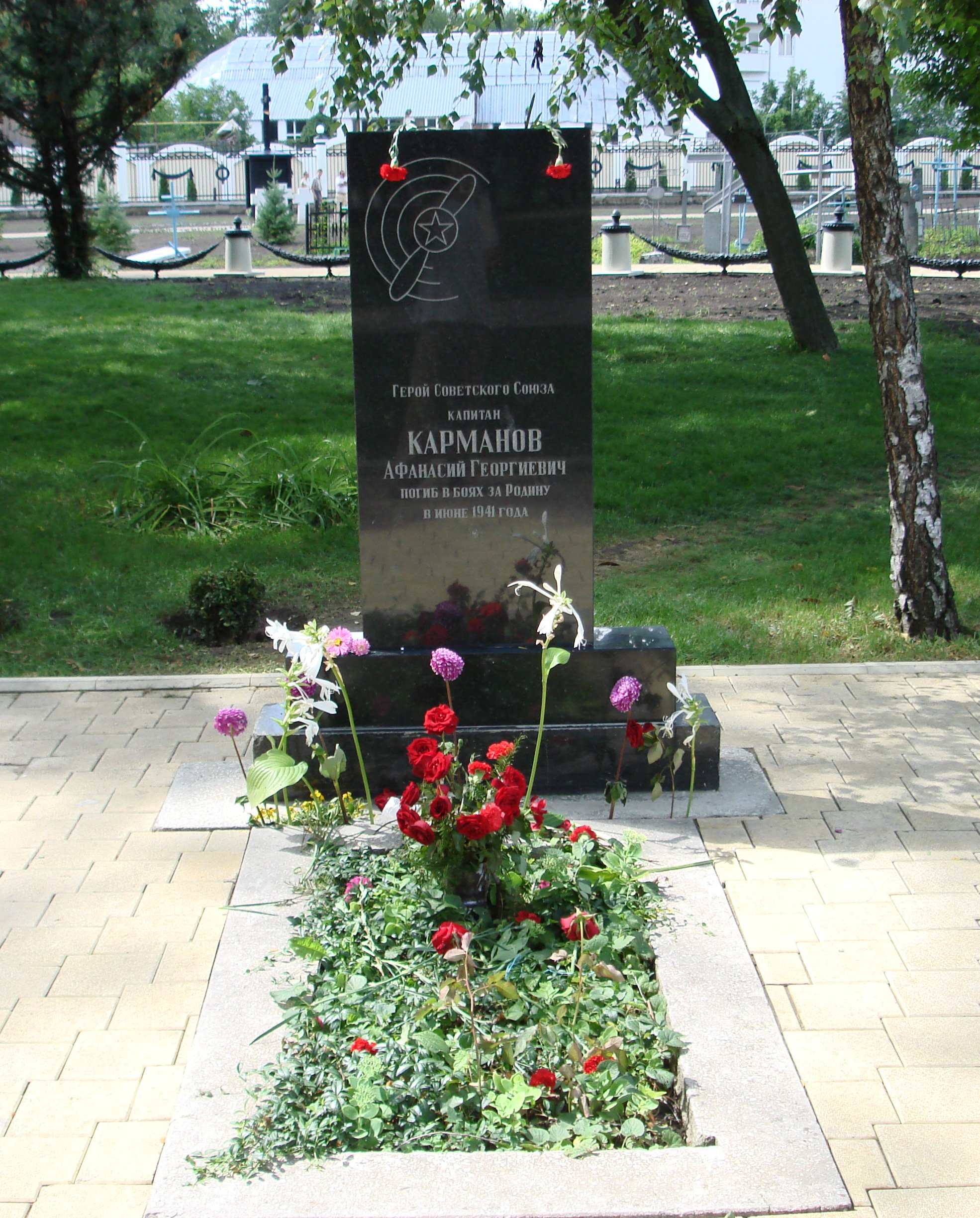
Могила Карманова на Військовому меморіальному кладовищі в Кишиневі.

Афанасій Георгійович Карманов (18 січня 1907, село Старокостеєво, нині Бакалинського району Башкортостану — 23 червня 1941, Молдова) — радянський військовий льотчик, учасник боїв проти німецько-румунських загарбників у перші дні війни на території Молдавської РСР, Герой Радянського Союзу.

## Біографія
Народився 18 січня 1907 року в селі Старокостеєво.
Закінчив п'ять класів в селі Ардатовка Туймазинського району.
До призову в армію працював у сільському господарстві. З 1929 року служив у Червоній Армії. Займався в Уфимському аероклубі, в 1933 році закінчив Оренбурзьку школу льотчиків. Член ВКП(б)/КПРС з 1938 року. Брав участь у радянсько-фінській війні, де здійснив понад 50 бойових вильотів. Під час одного з них врятував життя бойового товариша — льотчика Морозова, з якими літав в парі. Фінські лижники вже наближалися до збитого літака Морозова, коли Карманов приземлився поруч на своєму І-16, узяв товариша, і піднявся в повітря. За участь у радянсько-фінській війні А.Г. Карманов нагороджений орденом Червоної Зірки.
До початку бойових дій на території Радянського Союзу А.Г. Карманов служив у Молдавії, де командував ескадрильєю 4-го винищувального авіаполку. 22 червня після сигналу про повітряну атаку 10 радянських винищувачів Міг-3 піднялися в повітря. До них назустріч рухалася 85 німецьких бомбардувальників. Карманов направив ескадрилью в атаку. Близько 04:30 ранку він збив перший літак, потім ще три бомбардувальника. У паніці німецькі літаки налітали один на одного, зробивши три зіткнення в повітрі.
23 червня ескадрилья під командуванням Карманова зустріла 20 бомбардувальників Ю-87, у супроводі «Мессершміттів». Карманов збив у цьому бою два Мессершмітта, а коли скінчилися патрони — таранив третій і загинув. 17 липня 1941 року складений нагородний лист на звання Героя Радянського Союзу, а саме звання присвоєно посмертно 27 березня 1942 року.
Могила А.Г. Карманова знаходиться в Кишиневі на військовому кладовищі, яке входить до складу меморіального комплексу «Eternitate».

## Пам'ять
- Іменем Карманова в 1964 році названа вулиця в районі Ришкани (колишня Шкільна), розташована неподалік від того місця, де знаходився перший кишинівський аеродром. У 2000-му році вона була перейменована у вулицю Думітру Ришкану. На будинку 14 розміщена меморіальна дошка, присвячена А.Г. Карманову.
- 6 травня 2005 року, в рік 60-річчя Перемоги, в місті Туймази відкрита алея Героїв Радянського Союзу, на якій встановлений бюст А.Г. Карманова[1].

## Нагороди
- Указом Президії Верховної Ради СРСР від 27 березня 1942 року за зразкове виконання завдань командування і проявлені мужність і героїзм у боях з німецько-фашистськими загарбниками капітану Карманова Опанасу Георгійовичу посмертно присвоєно звання Героя Радянського Союзу[2].
- Нагороджений орденами Леніна (1942 рік, посмертно), Червоної Зірки (березень 1940 року).